# Proisy
Proisy est une commune française située dans le département de l'Aisne, en région Hauts-de-France.

## Géographie

### Localisation
La commune est traversée par l'Oise, le village étant situé sur la rive gauche (sud).
Les communes limitrophes sont  Chigny, Le Sourd, Malzy, Marly-Gomont et Romery.

### Hydrographie
La commune est située dans le bassin Seine-Normandie. Elle est drainée par l'Oise, le ruisseau du Brule et le cours d'eau 01 de la commune de Malzy,,.
L'Oise prend sa source en Belgique, à 309 mètres d'altitude, dans l'ancienne commune de Forges et se jette dans la Seine à 20 mètres d'altitude, au Pointil en rive droite et en aval du centre de Conflans-Sainte-Honorine dans le département des Yvelines. D'une longueur de 341 kilomètres, elle est presque entièrement navigable et bordée de canaux sur 104 kilomètres.

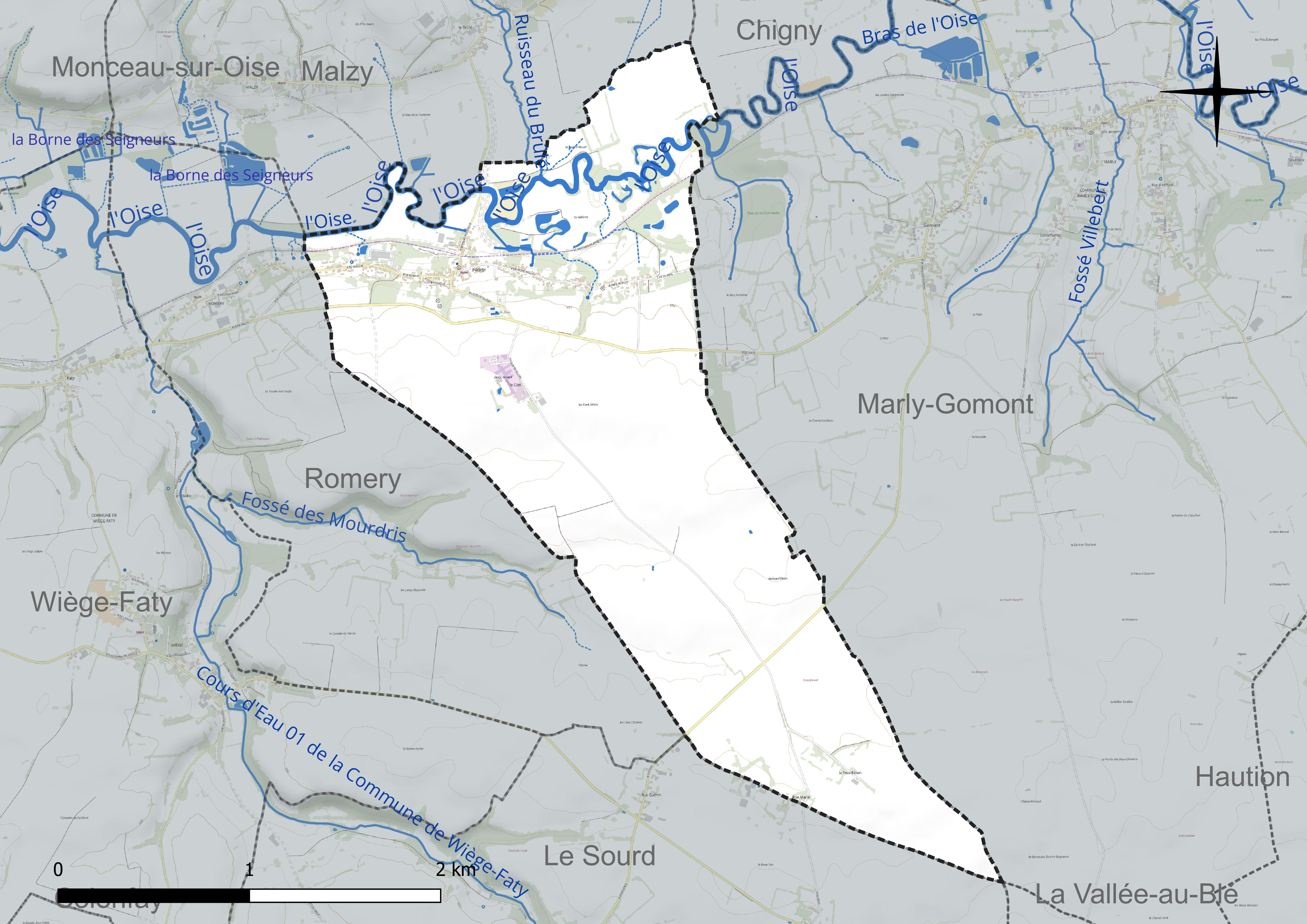
Réseau hydrographique de Proisy.

### Climat
Pour des articles plus généraux, voir Climat des Hauts-de-France et Climat de l'Aisne.
En 2010, le climat de la commune est de type climat des marges montargnardes, selon une étude du CNRS s'appuyant sur une série de données couvrant la période 1971-2000. En 2020, Météo-France publie une typologie des climats de la France métropolitaine dans laquelle la commune est exposée à un climat océanique altéré et est dans la région climatique Nord-est du bassin Parisien, caractérisée par un ensoleillement médiocre, une pluviométrie moyenne régulièrement répartie au cours de l'année et un hiver froid (3 °C).
Pour la période 1971-2000, la température annuelle moyenne est de 9,9 °C, avec une amplitude thermique annuelle de 14,7 °C. Le cumul annuel moyen de précipitations est de 826 mm, avec 13,1 jours de précipitations en janvier et 9,1 jours en juillet. Pour la période 1991-2020, la température moyenne annuelle observée sur la station météorologique la plus proche, située sur la commune de Fontaine-lès-Vervins à 13 km à vol d'oiseau, est de 10,5 °C et le cumul annuel moyen de précipitations est de 826,3 mm,. Pour l'avenir, les paramètres climatiques de la commune estimés pour 2050 selon différents scénarios d'émission de gaz à effet de serre sont consultables sur un site dédié publié par Météo-France en novembre 2022.

### Milieux naturels et biodiversité
- Orchidées sauvages rares.

## Urbanisme

### Typologie
Au 1er janvier 2024, Proisy est catégorisée commune rurale à habitat dispersé, selon la nouvelle grille communale de densité à 7 niveaux définie par l'Insee en 2022.
Elle est située hors unité urbaine.
Par ailleurs la commune fait partie de l'aire d'attraction de Guise, dont elle est une commune de la couronne,. Cette aire, qui regroupe 21 communes, est catégorisée dans les aires de moins de 50 000 habitants,.

### Occupation des sols

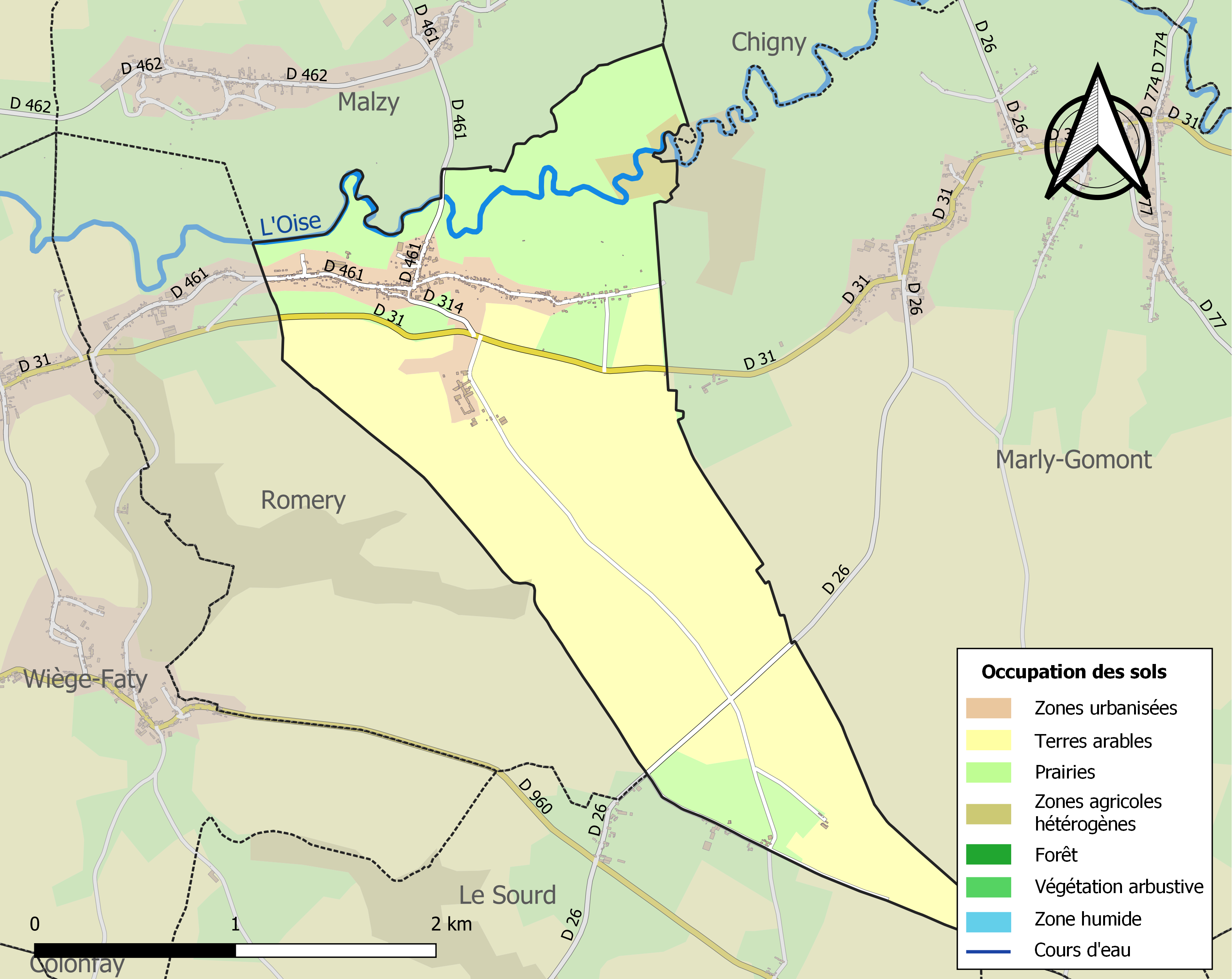
Carte de l'occupation des sols de la commune en 2018 (CLC).

L'occupation des sols de la commune, telle qu'elle ressort de la base de données européenne d'occupation biophysique des sols Corine Land Cover (CLC), est marquée par l'importance des territoires agricoles (92,5 % en 2018), une proportion identique à celle de 1990 (92,5 %).
La répartition détaillée en 2018 est la suivante : terres arables (62,6 %), prairies (28,1 %), zones urbanisées (7,5 %), zones agricoles hétérogènes (1,7 %).
L'évolution de l'occupation des sols de la commune et de ses infrastructures peut être observée sur les différentes représentations cartographiques du territoire : la carte de Cassini (XVIIIe siècle), la carte d'état-major (1820-1866) et les cartes ou photos aériennes de l'IGN pour la période actuelle (1950 à aujourd'hui).

### Risques naturels et technologiques
L'établissement public EPTB Entente Oise-Aisne a construit de 2007 à 2009 un ouvrage de protection contre les fortes crues à Proisy comprenant une digue de retenue des eaux d'une longueur d'un kilomètre, d'un clapet mobile et d'un évacuateur de sécurité.

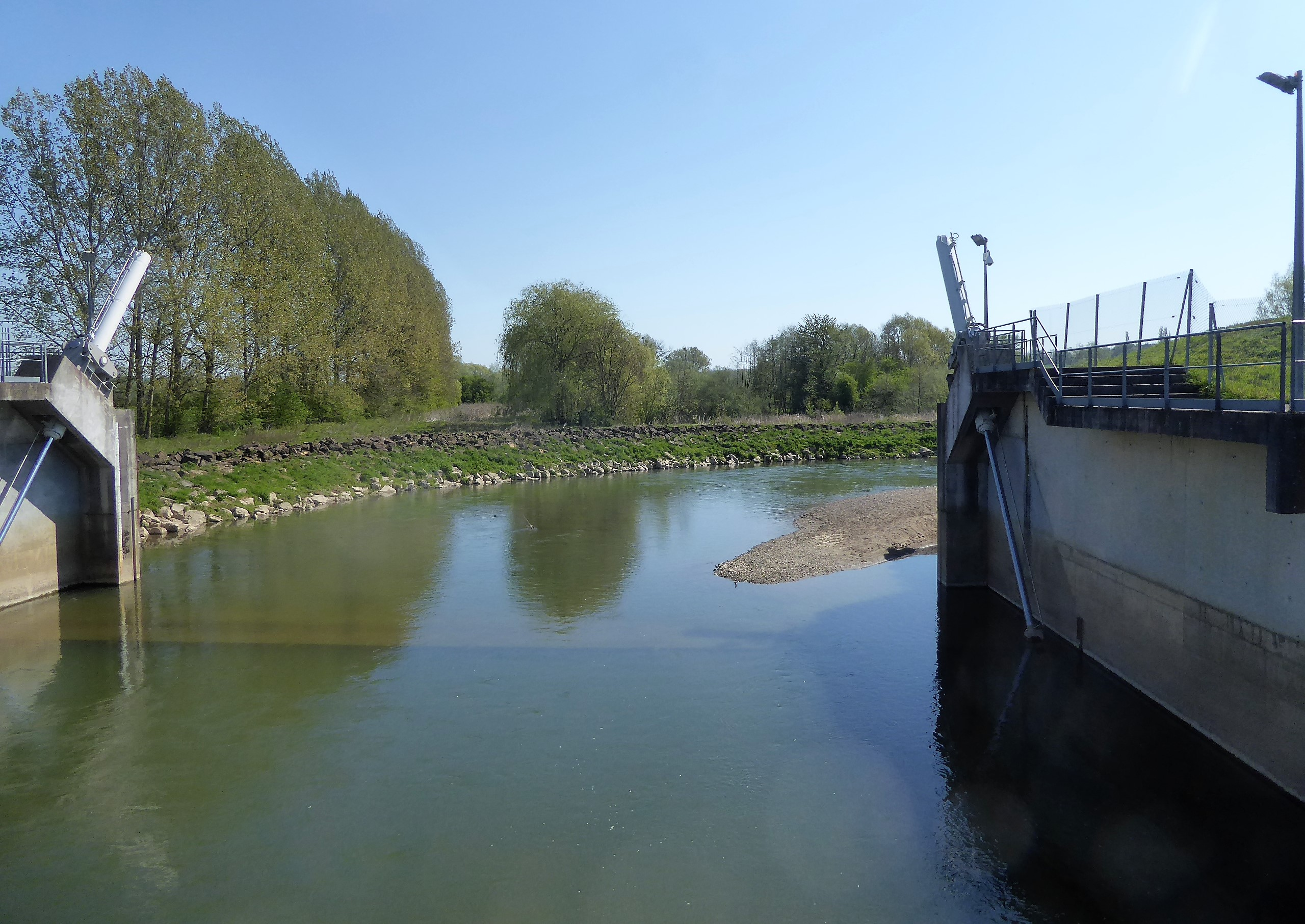
Clapet de retenue des eaux en cas de crue à Proisy
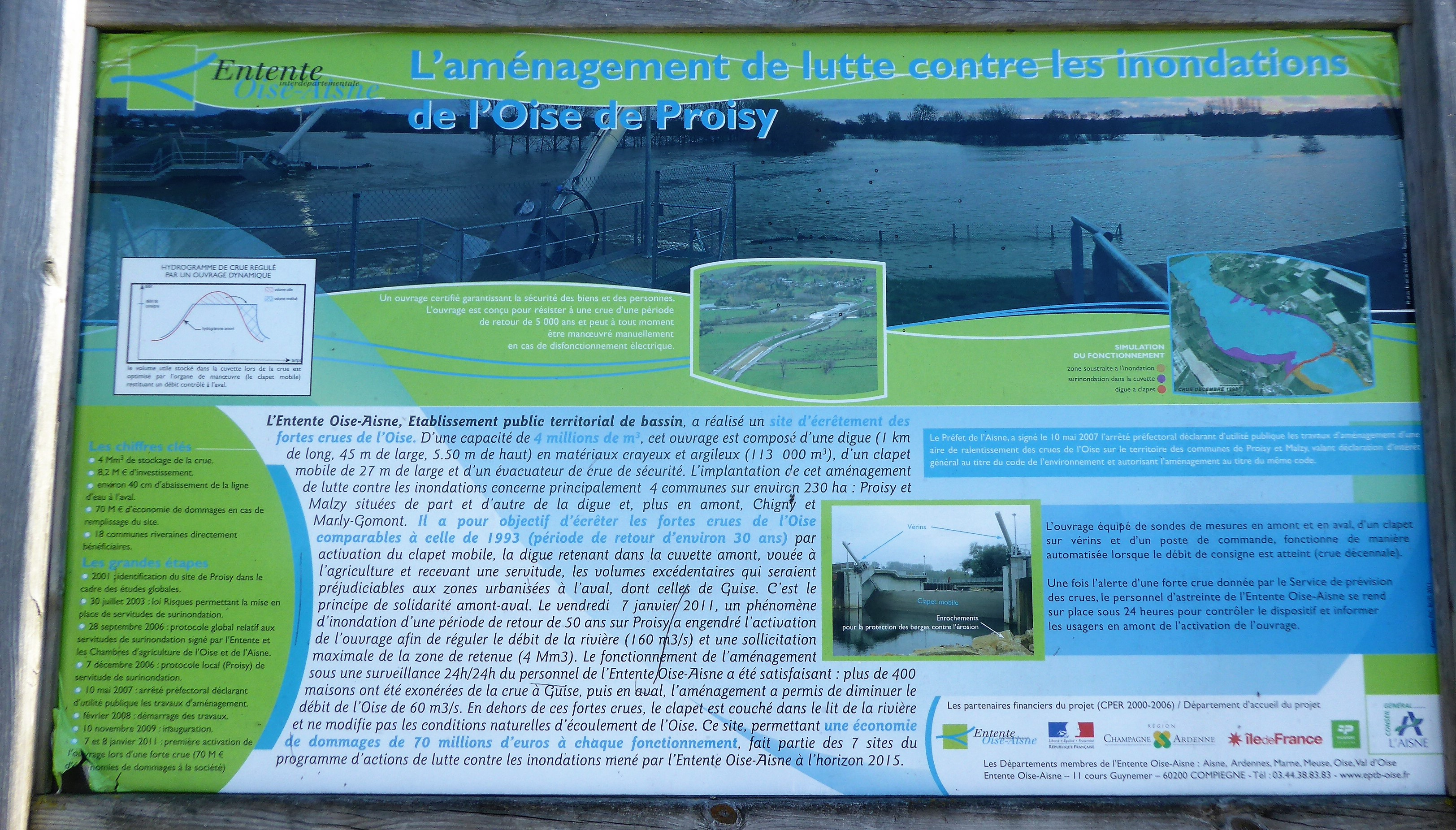
Panneau explicatif

## Toponymie
Le village de Proisy apparaît pour la première fois en 1161 sous l'appellation de Territorium de Proisi dans un cartulaire de la seigneurie de Guise. L'orthographe variera ensuite: Proisis, Proizy en 1709 et enfin l'orthographe actuelle Proisy sur la carte de Cassini au XVIIIe siècle.

## Histoire

### Moyen Âge et temps modernes

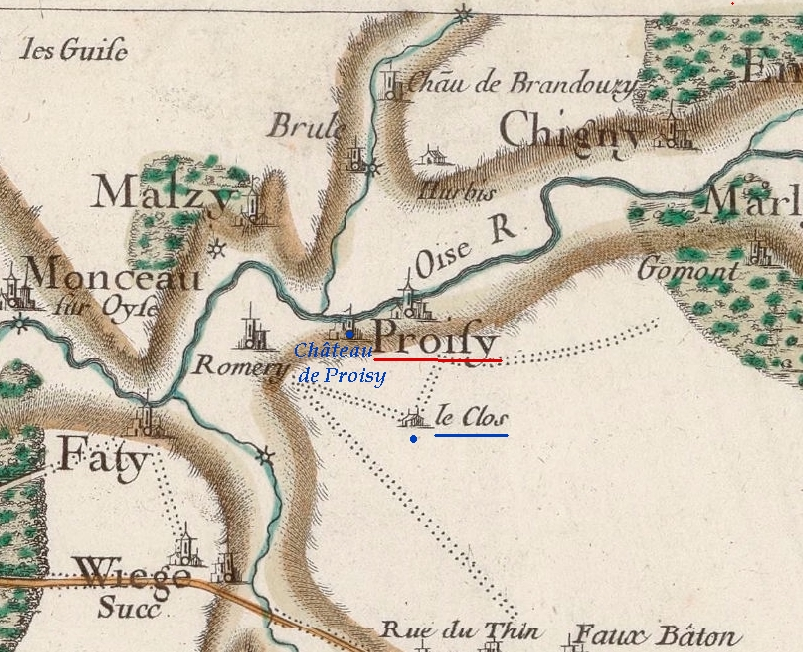
Carte de Cassini du secteur
(vers 1750).

Proisy possédait autrefois un château fort entouré d'eau et où on remarquait un haut donjon également baigné par l'eau. Il fut pris en 1422 par Jean II de Luxembourg-Ligny (comte de Ligny et de Guise qui livra Jeanne d'Arc aux Anglais), assiégé et détruit par le maréchal de Boussac et Jean Poton de Xaintrailles en 1430.
En 1591, Louis III de Proisy, chevalier, seigneur de Proisy, et baron de la Bove (Bouconville-Vauclair), épousa Louise Le Grix qui lui apporta le fief, terre et seigneurie de Tollevast, qu'ils vendirent vers 1594.
En 1700, le roi, sur la demande de Joseph de Ximenès, seigneur de Proisy, établit dans ce village un marché-franc le 3 de chaque mois.
La carte de Cassini montre qu'au milieu du XVIIIe siècle, Proisy est une paroisse située sur la rive gauche de l'Oise. En aval est figuré le château de Proisy. Au sud est représentée la ferme du Clos. Une maison bourgeoise, qui fut édifiée à son emplacement au XIXe siècle, fut léguée au Conseil Général de l'Aisne pour y implanter l'Institut Médico Éducatif actuel. Le château de Wiège est également représenté sur la carte.
En 1760, la paroisse compte 430 arpents de terres, 160 arpents de prés et 100 arpents de bois.

#### Seigneurs de Proisy
- 1160 : Lambert de Proisy, premier seigneur du lieu, mentionné pour la première fois en 1169 dans une charte de l'abbaye de Homecourt près de Cambrai.
- 1195-1211 : Vautier de Proisy, fils du précédent.
- 1221 : Anselme de Proisy, fils du précédent, il épouse Jeanne de Lislet, dont il a : Anselme, Clarembaud, Hubert, chanoine à église Saint-Géry de Cambrai et Claude.
- 12?? : Anselme II de Proisy, fils du précédent.
- 1231 : Clarembaud de Proisy, frère du précédent.
- 1246-1248 : Guy de Proisy époux d’Élisabeth de la Celle ou Élisabeth de Colle, veuve de Jean, chevalier de Celle.
- 12?? : Claude de Proisy, il épouse Jeanne de Campremy, dont il a : Claude, Hugues et Guy.
- 12?? : Claude II de Proisy époux d'Isabeau de Fressonsart.
- 1280-1317 : Jean de Proisy, fils du précédent, il épouse Françoise de Bauville, dont il a : Mathieu et Guillaume.
- 1339 : Mathieu de Proisy, sire de Proisy et Liez (Aisne).
- 1370 : Guillaume, sire, époux de Mathilde de Daix.
- 13?? : Simon, sire de Proisy, leur fils, époux de Jeanne de Bretigny dont il a : Jean, Clarembaud.
- 14?? : Jean II de Proisy, tué à la bataille de Verneuil en 1424.
- 1424 : Jean III de Proisy, également seigneur du Sourd, de Malzy et Foucaucourt, gouverneur de Guise, qu'il défend en 1424, bailli de Tournai. Sans héritier, il donne Proisy à son neveu.
- 1466 : Léon de Proisy, sire de La Bove époux en première noce d'Anne de Baudrain de Lannoy, et en secondes noces de Marguerite de La Bove, d'autres disent Claudine Despence, et eut pour enfants : Louis, Jean, sire de La Bove, Jacqueline, femme de Henri de La Chapelle, Simon, protonotaire apostolique, abbé de Cysoing.
- 1492 : Louis de Proisy, gentilhomme de la chambre, grand bailli de Tournai, gouverneur de Mortagne, époux de Guillemette de Losse, dont il eu François, Nicolas, chanoine de Reims, Louis, Yolande, femme de Ferry de La Bove, seigneur de Cilly, Isambart, seigneur de La Plesnoy et Philippe, chevalier de Saint-Jean.
- 1500 : François de Proisy, seigneur de Proisy etbaron de La Bove, par don de son oncle Jean de Proisy.
- Louis III de Proisy, fils du précédent.
- Louis IV de Proisy, fils du précédent.
- Françoise de Proisy, fille unique et héritière du précédent, elle apporte Proisy en mariage à Denis d'Ausbourg.
- Augustin d'Ausbourg, fils de la précédente, il vend la terre de Proisy en 1681, moyennant 140 000 livres à Joseph de Ximenès.
- 1681 : Joseph de Ximenès, lieutenant-général des armées, gouverneur de Maubeuge et chevalier de Saint-Louis.
- 1706 : Geoffroy de Ximenès, fils du précédent, colonel du Royal-Roussillon.
- 1708 : Thérèse de Ximenès, sœur du précédent, qui apporte la terre de Proisy en mariage à Nicolas Tarteron, marquis de Montier.
- Augustin-Alexandre Tarteron, marquis de Montiers, fils de la précédente.

### Époque contemporaine

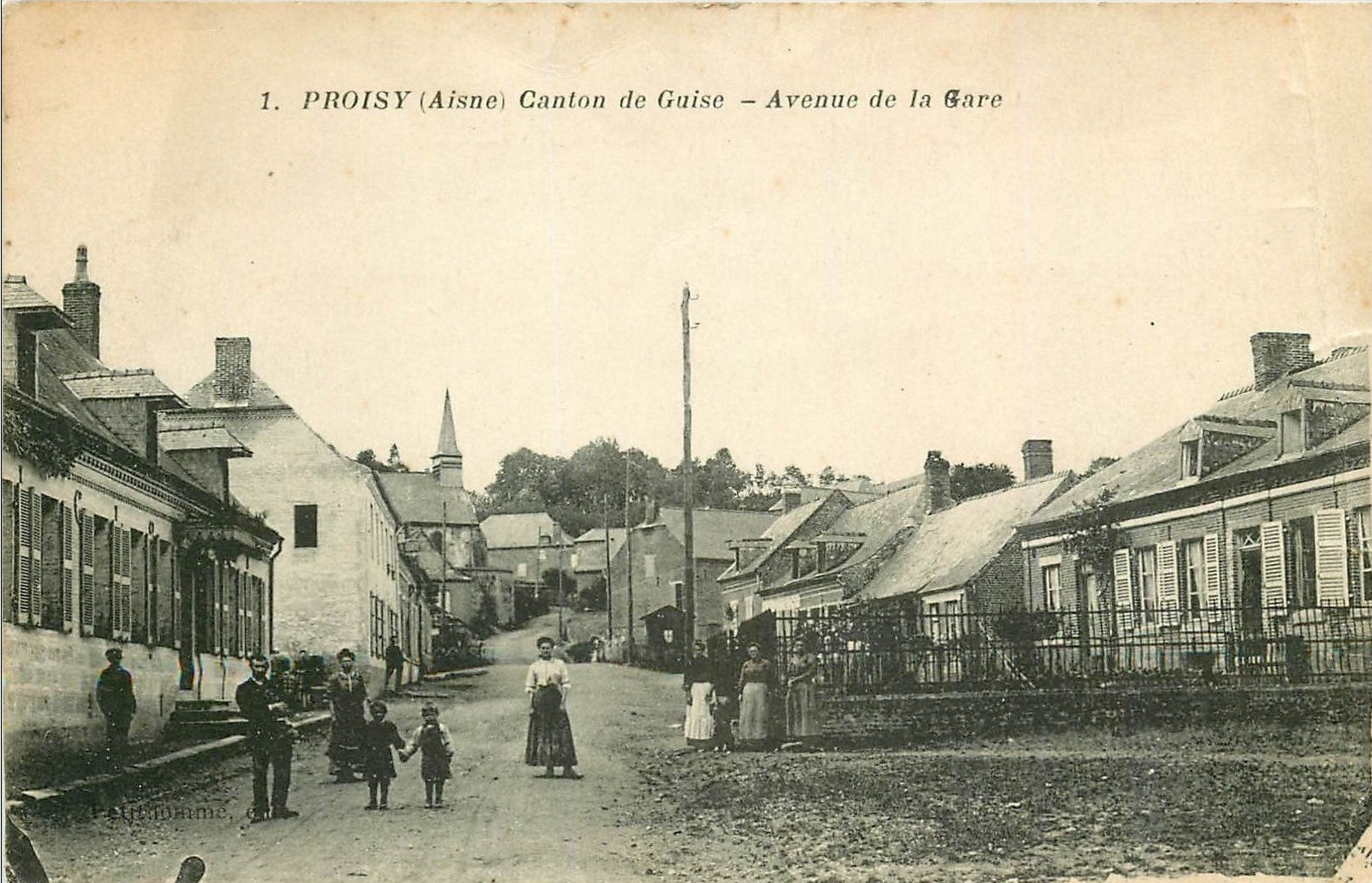
Carte postale de l'Avenue de la gare vers 1910. (Petithomme).

Le 7 mars 1962, la commune modifie son nom de Proizy en Proisy.

#### L'ancienne ligne de chemin de fer de Guise à Hirson
Proisy était desservi de 1910 à 1951 par une gare de la ligne de Guise à Hirson. La desserte voyageurs fut supprimée en 1951 et la ligne fermée au trafic fret en 1978. L'axe vert de la Thiérache est aménagé sur l'ancienne plateforme ferroviaire. Quatre trains s'arrêtaient chaque jour dans cette gare dans chaque sens (voir les horaires).

#### Première guerre mondiale
Le 28 août 1914, soit moins d'un mois après la déclaration de la guerre, Proisy est occupée par les troupes allemandes après la défaite de l'armée française lors de la bataille de Guise. Pendant toute la guerre, le village restera loin du front qui se stabilisera à environ 150 km à l'ouest aux alentours de Péronne. Les habitants vivront sous le joug des Allemands : réquisitions de logements, de matériel, de nourriture, travaux forcés. Le 5 novembre 1918, un escadron du 25e régiment de dragons pénétrait dans le village malgré la résistance de l'ennemi qui fut contraint de reculer. Le village était libéré.
Sur le monument aux morts sont inscrits les noms des vingt-quatre soldats de Proisy morts pour la France.

## Politique et administration

### Découpage territorial
La commune de Proisy est membre de la communauté de communes Thiérache Sambre et Oise, un établissement public de coopération intercommunale (EPCI) à fiscalité propre créé le 1er janvier 2017 dont le siège est à Guise. Ce dernier est par ailleurs membre d'autres groupements intercommunaux.
Sur le plan administratif, elle est rattachée à l'arrondissement de Vervins, au département de l'Aisne et à la région Hauts-de-France. Sur le plan électoral, elle dépend du  canton de Guise pour l'élection des conseillers départementaux, depuis le redécoupage cantonal de 2014 entré en vigueur en 2015, et de la troisième circonscription de l'Aisne  pour les élections législatives, depuis le dernier découpage électoral de 2010.

### Administration municipale
| Période                                  | Période                       | Identité             | Étiquette | Qualité                                 |
| ---------------------------------------- | ----------------------------- | -------------------- | --------- | --------------------------------------- |
| Les données manquantes sont à compléter. |                               |                      |           |                                         |
| mars 2001                                | mars 2008                     | Jean Sourd           |           |                                         |
| mars 2008                                | juillet 2020                  | Jean-Claude Hiernaux | DVG       | Retraité Réélu pour le mandat 2014-2020 |
| juillet 2020                             | En cours (au 13 juillet 2020) | Stéphanie Lejeune    |           |                                         |

## Population et société

### Démographie
L'évolution du nombre d'habitants est connue à travers les recensements de la population effectués dans la commune depuis 1793. Pour les communes de moins de 10 000 habitants, une enquête de recensement portant sur toute la population est réalisée tous les cinq ans, les populations de référence des années intermédiaires étant quant à elles estimées par interpolation ou extrapolation. Pour la commune, le premier recensement exhaustif entrant dans le cadre du nouveau dispositif a été réalisé en 2007.

En 2022, la commune comptait 275 habitants, en évolution de −3,85 % par rapport à 2016 (Aisne : −1,97 %, France hors Mayotte : +2,11 %).
| 1793 | 1800 | 1806 | 1821 | 1831 | 1836 | 1841 | 1846 | 1851 |
| ---- | ---- | ---- | ---- | ---- | ---- | ---- | ---- | ---- |
| 628  | 597  | 599  | 660  | 708  | 702  | 705  | 676  | 696  |

| 1856 | 1861 | 1866 | 1872 | 1876 | 1881 | 1886 | 1891 | 1896 |
| ---- | ---- | ---- | ---- | ---- | ---- | ---- | ---- | ---- |
| 654  | 604  | 619  | 644  | 614  | 675  | 659  | 345  | 648  |

| 1901 | 1906 | 1911 | 1921 | 1926 | 1931 | 1936 | 1946 | 1954 |
| ---- | ---- | ---- | ---- | ---- | ---- | ---- | ---- | ---- |
| 597  | 658  | 637  | 540  | 521  | 480  | 431  | 536  | 596  |

| 1962 | 1968 | 1975 | 1982 | 1990 | 1999 | 2006 | 2007 | 2012 |
| ---- | ---- | ---- | ---- | ---- | ---- | ---- | ---- | ---- |
| 532  | 477  | 370  | 363  | 309  | 293  | 311  | 309  | 325  |

| 2017 | 2022 | - | - | - | - | - | - | - |
| ---- | ---- | - | - | - | - | - | - | - |
| 274  | 275  | - | - | - | - | - | - | - |

### Sports et loisirs
La voie de randonnée axe vert de la Thiérache traverse la commune sur l'ancienne voie ferrée allant d'Hirson à Guise, et l'ancienne gare de Proisy.

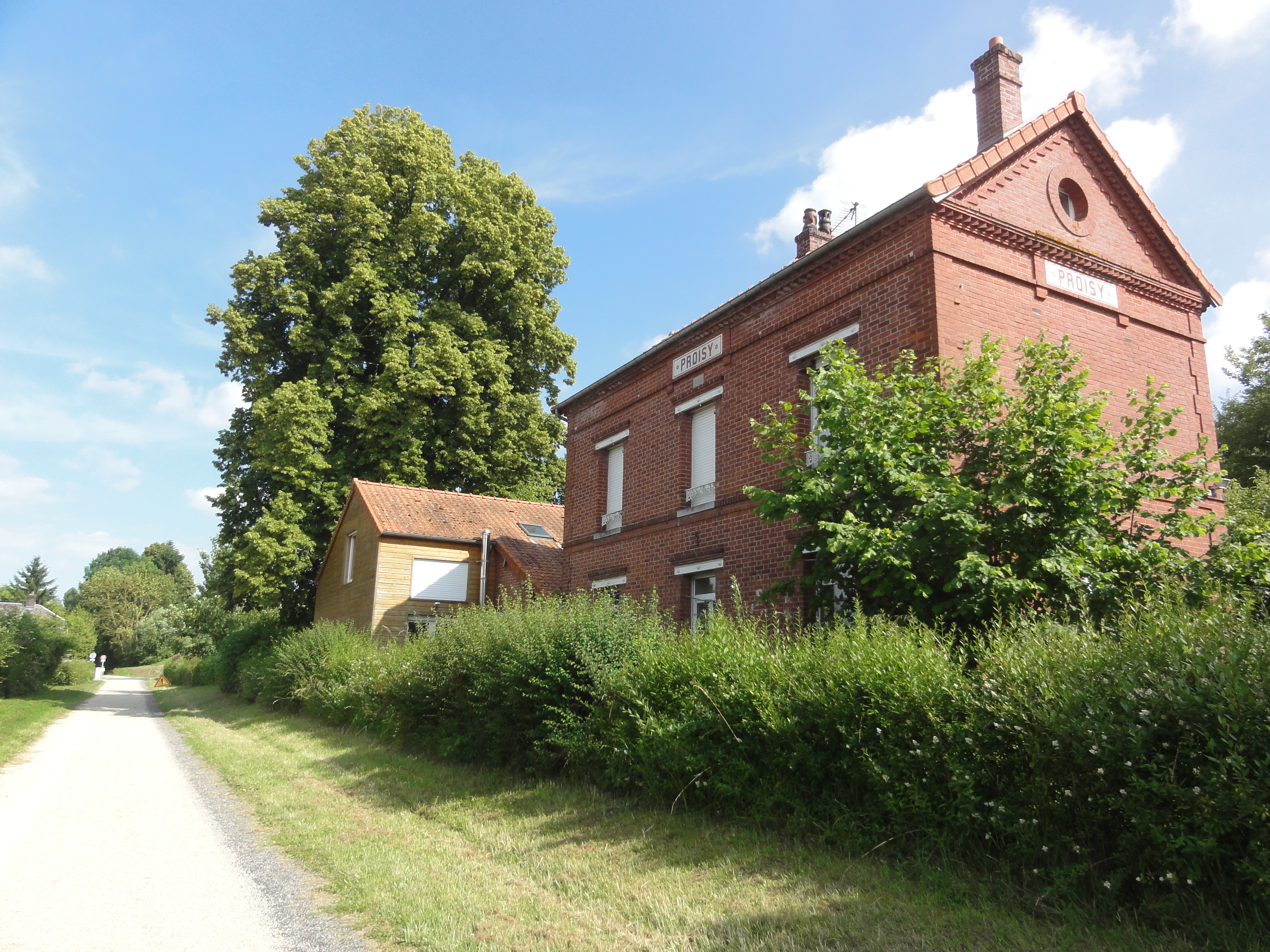
L'axe vert avec l'ancienne gare de Proisy.

## Économie
- Taux de chômage (1999) : 6,3 %.
- Revenus moyens par ménages (2004) : 12 346 €/an.

Zone d'extraction d'argile bleue au lieu-dit la Potasse. 

## Culture locale et patrimoine

### Lieux et monuments
- Église Saint-Martin.
- Édicules religieux : oratoire, croix de chemin.

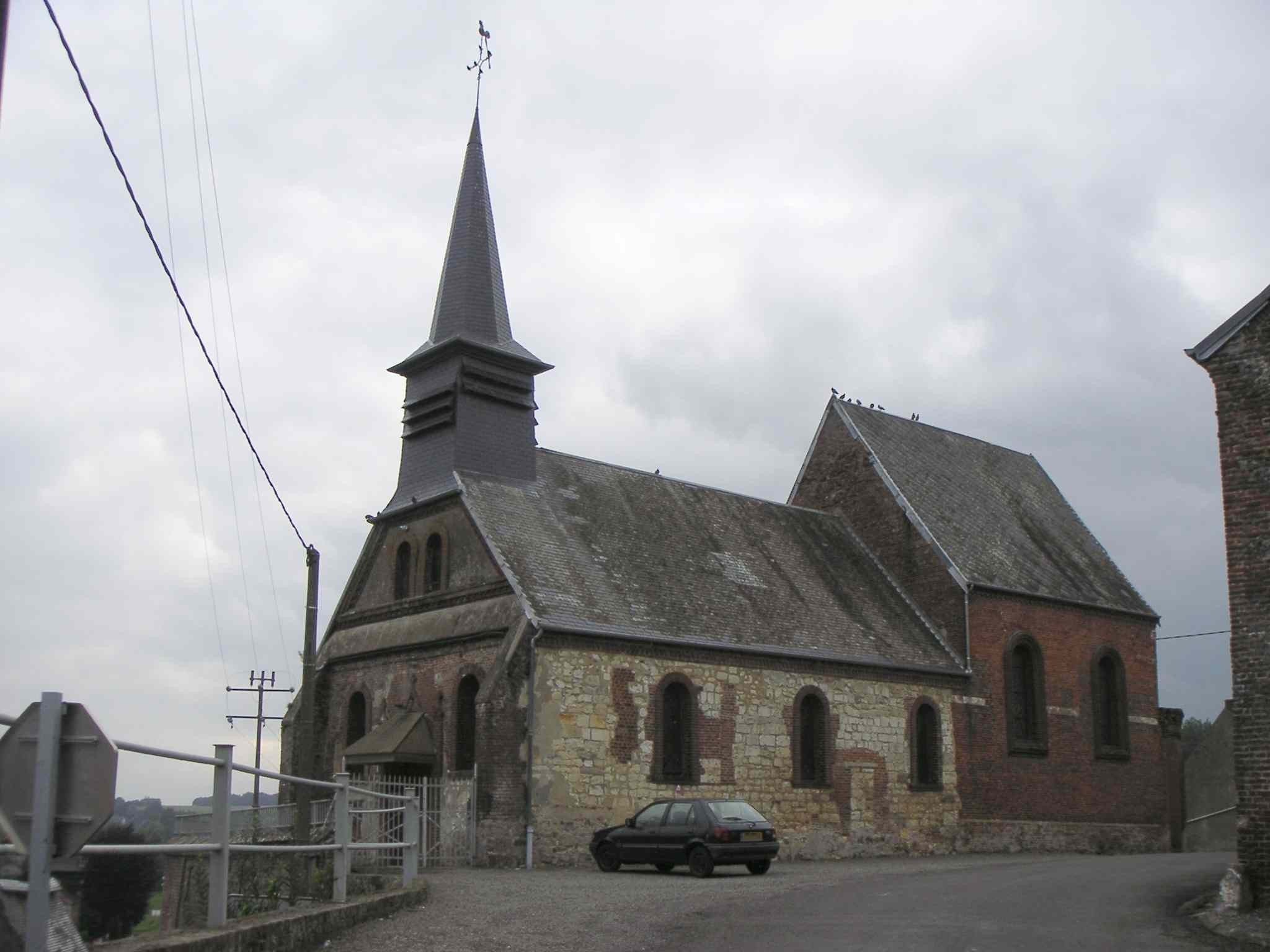
L'église Saint-Martin.
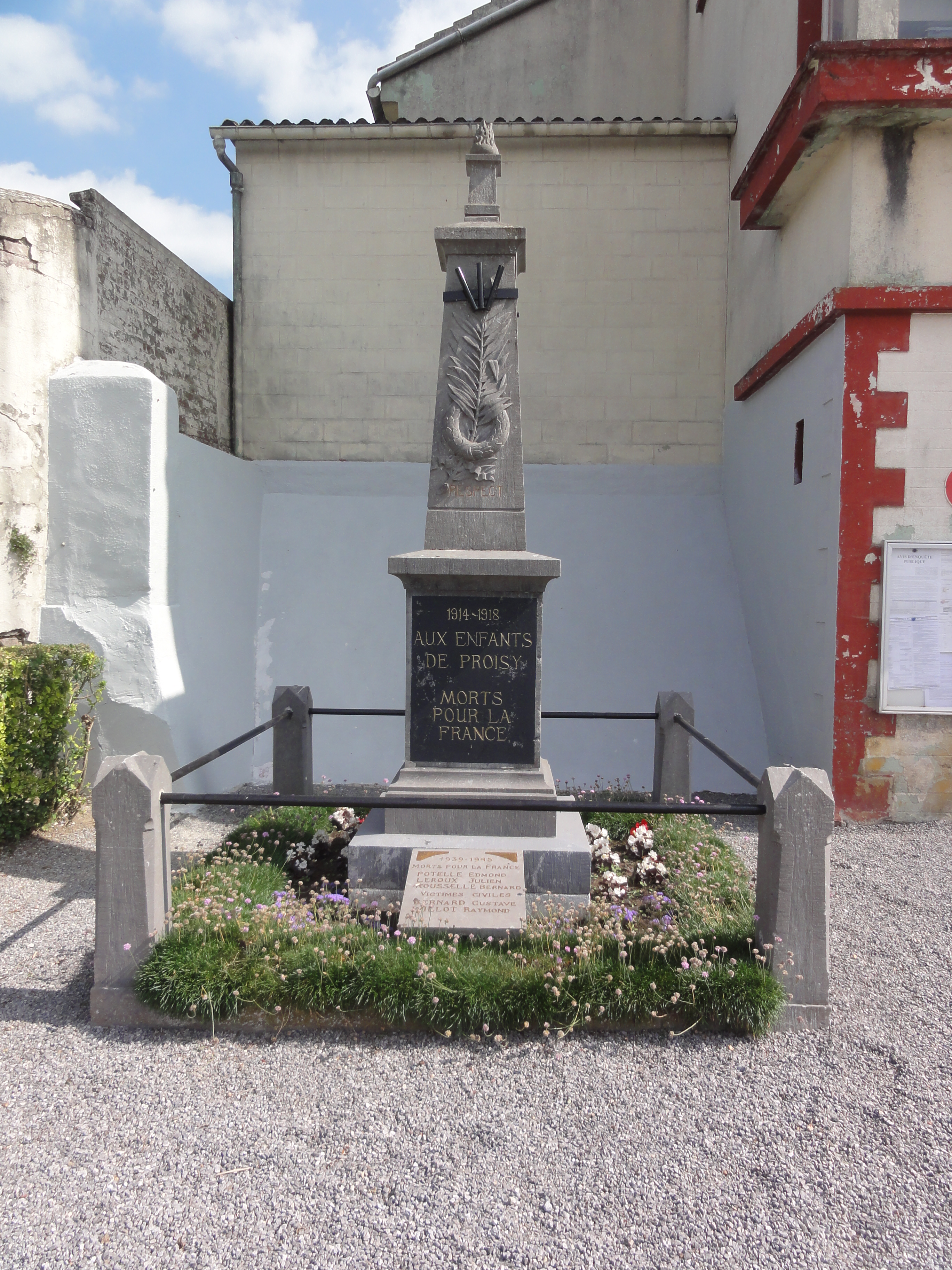
Le monument aux morts.
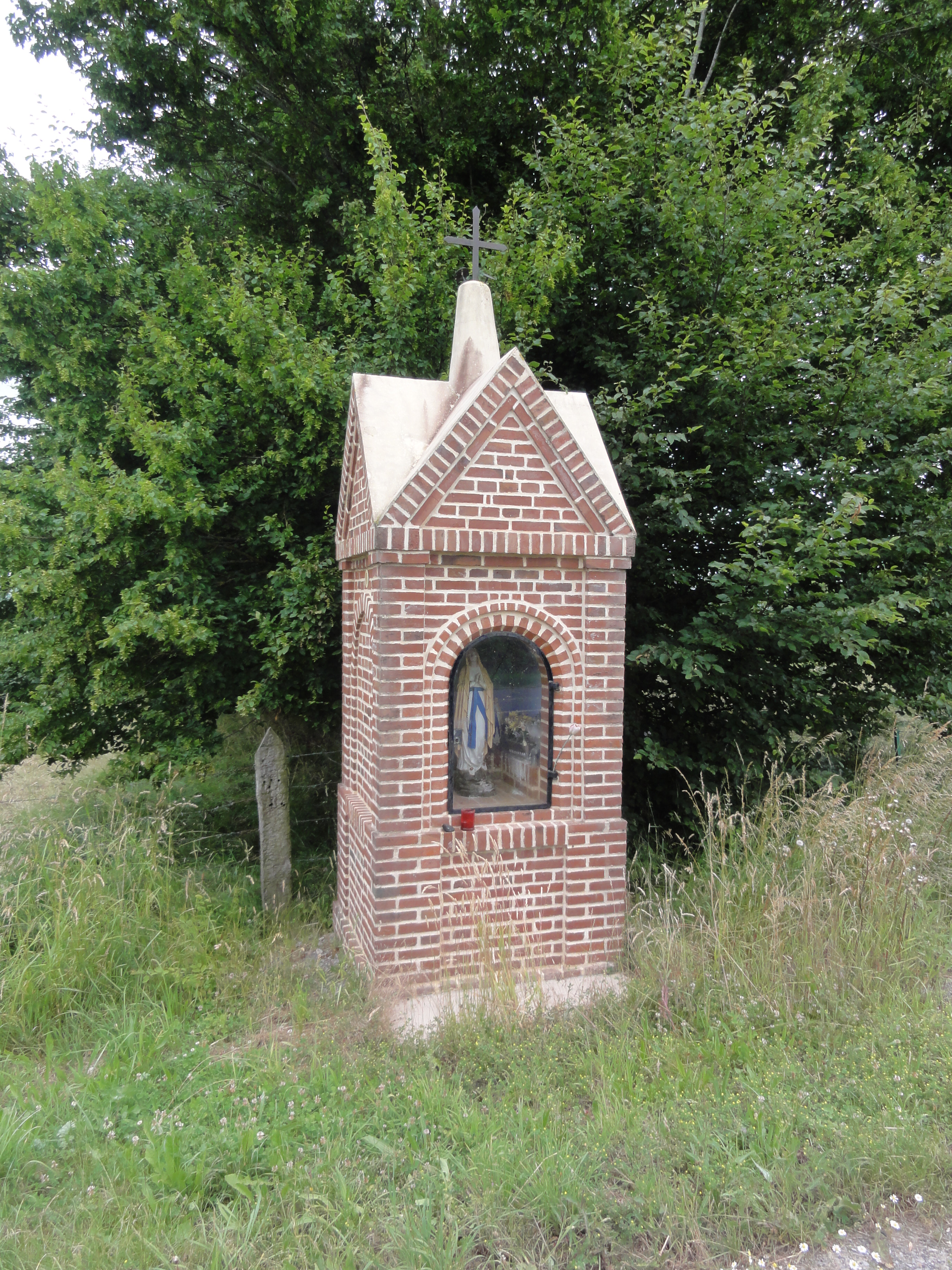
Un oratoire.
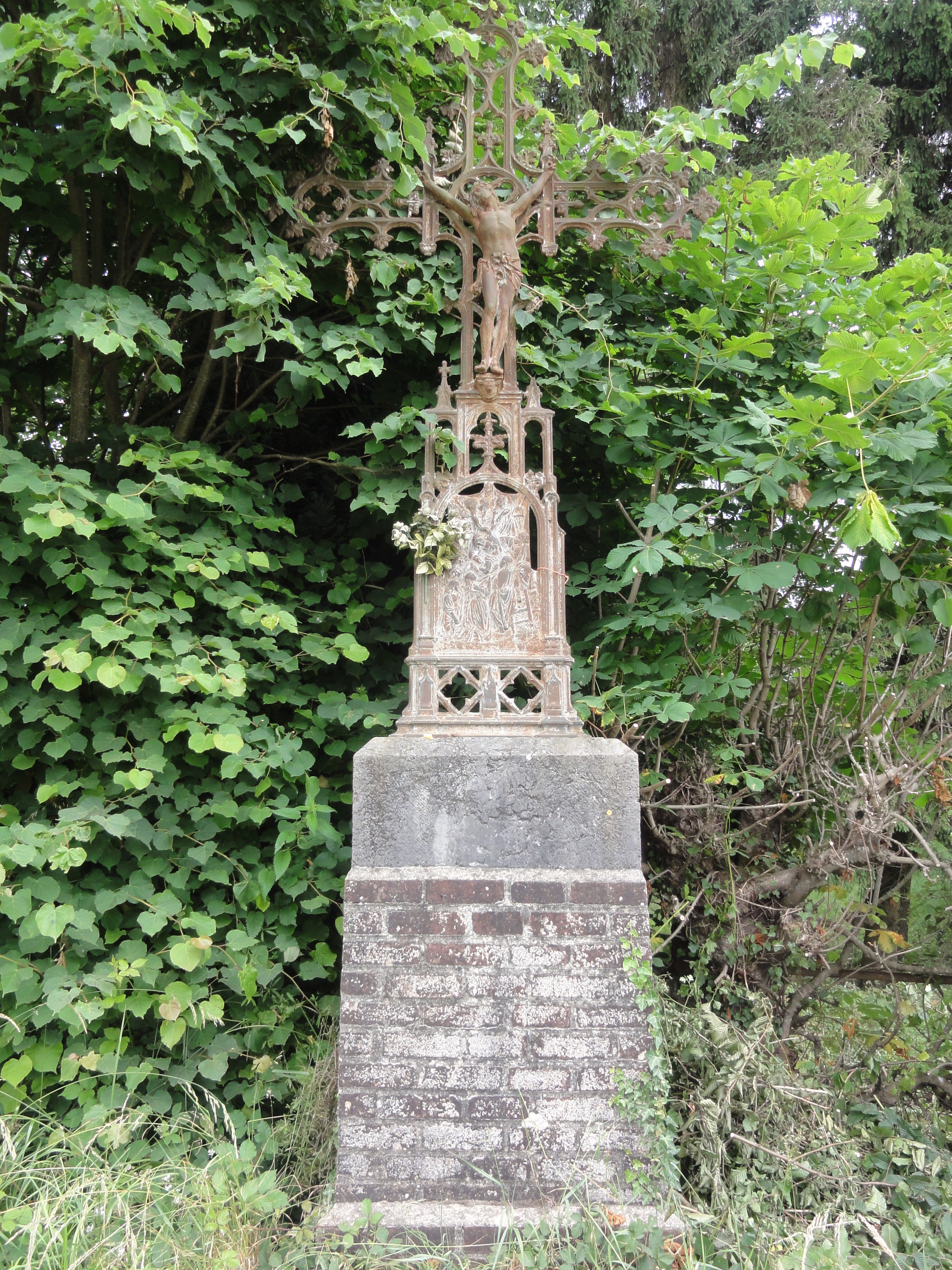
Une croix de chemin.

### Personnalités liées à la commune
- Louis Devillers (1864-1930), médecin comme son père, est le fondateur en 1925 de la maternité, qui est le seul bâtiment subsistant de l'ancien hôpital de Guise. Son épouse légua au département de l'Aisne sa propriété du Clos à Proisy pour y installer un préventorium.

### Héraldique
| Blason de Proisy | Blason  | D'azur à trois lions d'argent, armés et lampassés de gueules. Ornements extérieursCroix de guerre 1914-1918 |
| Blason de Proisy | Détails | Adopté par la municipalité.                                                                                 |